# Die Frauen von Shonagachi
Die Frauen von Shonagachi (Originaltitel: A Death in Shonagachhi) ist ein Kriminalroman von der indischen Autorin und Übersetzerin Rijula Das. Die Erstausgabe wurde 2021 von Picador India auf Englisch veröffentlicht. Die deutsche Übersetzung von Else Laudan erschien 2023.

## Inhalt
Der Roman handelt von Verbrechen und Alltag in Shonagachi, Stadtteil von Kolkata  und eins der größten Rotlichtviertel Asiens. Erzählt wird multiperspektivisch, vorrangig aus Sicht der Sexarbeiterin Lalee und ihres Stammfreiers und Bewunderers, dem Erotikautor Tilu, aber auch andere Blickwinkel werden gezeigt. In der deutschen Ausgabe sind Begriffe und Ereignisse aus der lokalen Kultur in einem Glossar erklärt.

### Personen
- Lalee, Sexarbeiterin im Blauen Lotus
- Tilu Shau, Autor von Erotik-Romanen, Lalees Stammkunde und Anbeter
- Shefali Madam, Besitzerin des Blauen Lotus
- Samsher Singh, Leiter des Burtolla-Polizeireviers
- Naskar, Rangniedrigster der Burtolla-Wache
- Malini, Leiterin des Sexarbeiterinnen-Kollektivs
- Deepa Marhatta, Leiterin einer NGO, arbeitet mit dem Kollektiv zusammen
- Rambo Maity, Zuhälter
- Sonia, usbekische Sexarbeiterin, arbeitet mit Rambo zusammen

### Handlung
Tilu Shau verfasst anonym Erotik-Romane und verehrt Lalee, die im Bordell Blauer Lotus arbeitet. Eines Tages wird ihre Zimmernachbarin Mohamaya ermordet. Das lokale Polizeirevier interessiert sich nicht für den Fall. Erst als die Sexarbeiterin Malini eine Protestkampagne startet und die gebildete Oberschichtlerin Deepa den Polizeibeamten Samsher Singh unter Druck setzt, beginnt eine halbherzige Ermittlung.
Dann sucht Lalees Bruder sie auf und braucht mehr Geld, als sie zur Verfügung hat. Shefali Madam drängt Lalee, ins so genannte Obergeschoss umzuziehen und Mohamayas früheren Platz einzunehmen, um als Escort für zahlungskräftige Spezialkunden die Karriereleiter empor zu steigen. Lalee stimmt zu und wird von der erfahrenen Sonia und dem Zuhälter Rambo Maity in ein ihr fremdes Umfeld von Luxushotels und Cyberwallets eingeführt. Nach Lalees erster Nacht mit neuer Kundschaft wird sie, zusammen mit Sonia und bestürzend jungen Zwillingsschwestern, von Rambo Maity aus der Stadt geschafft und zu einem abgelegenen Tempel gebracht. Der dort angebetete Sektenführer misshandelt Lalee brutal. Es stellt sich heraus, dass der Escort-Job nur ein Trick von Shefali Madam ist, die Frauen und Mädchen an einen internationalen Menschenhändlerring verkauft.
Inzwischen ist Tilu tief bestürzt, weil er sich Lalees Gunst nun nicht mehr leisten kann. Eine zufällige Begegnung mit Rambo Maity weckt in ihm den Verdacht, dass sich Lalee in großer Gefahr befindet. Er überredet einen Bekannten, ihn bei einer Rettungsmission zu unterstützen, die vor den Toren des Sektentempels scheitert. Dort randalieren empörte Angehörige der im Tempel verschwundenen Frauen und Mädchen. Inmitten der Unruhen tun sich Sonia und Lalee zusammen und schaffen es, mit einer der Zwillingsschwestern und etwas gestohlenem Gold vom Gelände zu flüchten und nach Kolkata zurückzugelangen, wo Lalee bei Tilu Zuflucht findet.
Lalee verbringt einen friedlichen Tag mit Tilu. Gemeinsam mit Malini nimmt sie an einem Kerzenmarsch für Mohamaya teil. Dann bricht sie in ihr Heimatdorf auf, um die Vergangenheit für sich zu klären. Die Zukunft ist ungewiss.

## Rezeption
Der Roman erhielt den „First Book Award“ bei dem Literatur Festival Tata Literature Live! in Mumbai. Er wurde 2022 ins Russische und 2025 ins Französische übersetzt.
Die deutschsprachigen Kritiken loben Rijula Das' unvoyeuristische Darstellung von Prostitution. „Was sie hier beschreibt, hat sie zuvor in ihrer Doktorarbeit erforscht, in der sie über die Verbindung zwischen dem öffentlichem Raum und sexueller Gewalt in indien schrieb. Wie stark sie das Thema durchdrungen hat, merkt man jeder Seite des Buches an, denn in die Handlung webt Das immer wieder ihre Erkenntnisse über soziale und ökonomische Realitäten ein“ schreibt Maria Wiesner in der FAZ. Laut Sylvia Staude in der Frankfurter Rundschau ist das Buch „ein Kriminalroman, wenn auch ein ungewöhnlicher“, zudem auch eine Rachegeschichte und „zwar kein umfassendes indisches Gesellschaftspanorama, aber es zeichnet behutsam, detailreich, mit Tragik wie auch listigem Humor das Leben der sogenannten unteren Schichten“.

## Ausgaben
A Death in Shonagachhi. Picador India, 2021, ISBN 978-93-8910988-7.
Small Deaths. AmazonCrossing, Seattle 2022, ISBN 978-1-5420-3667-2.
Смерть в Сонагачи (Smert v Sonagachi). РИПОЛ Классик (Ripol Klassik), Moskau 2022, ISBN 978-5-386-14915-4 (russisch, Originaltitel: A Death in Shonagachhi. Übersetzt von Irina Litwinowa).
Die Frauen von Shonagachi. Argument Verlag mit Ariadne, Hamburg 2023, ISBN 978-3-86754-271-5 (Originaltitel: A Death in Shonagachhi. Übersetzt von Else Laudan).
Petites Morts à Sonagachi. Édition du Seuil, Paris 2025, ISBN 978-2-02-150727-0 (französisch, Originaltitel: A Death in Shonagachhi. Übersetzt von Lise Garond).